# 秋山澄夫
秋山 澄夫（あきやま すみお、1919年2月10日 - 1993年7月12日）は、日本のフランス文学者。早稲田大学名誉教授。
マラルメ、シュールレアリスムなどを研究した。

## 略歴
岡山県生まれ。早稲田大学仏文科卒。早稲田大学教養部助教授、教授。1989年に定年退任、名誉教授。

## 翻訳
- 『マラルメ詩集』（ステファヌ・マラルメ、角川文庫） 1953
- 『超現実主義とは何か』（アンドレ・ブルトン、思潮社） 1969、のち改題『シュルレアリスムとは何か』
- 『イジチュールまたはエルベノンの狂気』（ステファヌ・マラルメ、思潮社） 1970
- 『骰子一擲』（ステファヌ・マラルメ、思潮社） 1972
- 『追憶のゴルゴタ』（マルク・ベルナール、講談社） 1975

## 参考
- 文藝年鑑 1978
- 秋山澄夫教授略歴「教養諸学研究」1989